# Volk (album)
Volk è un album in studio del gruppo musicale sloveno Laibach, pubblicato nel 2006.

## Il disco
Il disco comprende canzoni ispirate ad altrettanti inni nazionali o pan-nazionali, con l'aggiunta dell'inno del Neue Slowenische Kunst. Quest'ultimo contiene essenzialmente lo stesso arrangiamento del brano The Great Seal, tratto dal loro album del 1987 Opus Dei. Come The Great Seal ha un testo basato sul discorso Noi combatteremo sulle spiagge di Winston Churchill.
Il disco è stato coprodotto da un altro gruppo sloveno, i Silence.

## Tracce
1. Germania
2. America
3. Anglia
4. Rossiya
5. Francia
6. Italia
7. España
8. Yisra’el
9. Türkiye
10. Zhonghuá
11. Nippon
12. Slovania
13. Vaticanae
14. NSK

## I brani
- Il brano Germania è basato su Das Lied der Deutschen, inno della Germania.
- America è basato su The Star-Spangled Banner, inno degli Stati Uniti.
- Anglia è basato su God Save the Queen, inno del Regno Unito.
- Rossiya è basato sull'inno della Federazione Russa post-2000 e sull'Internazionale.
- Francia è basato sull'inno della Francia La Marseillaise.
- Italia è basato sull'inno dell'Italia Il Canto degli Italiani.
- España è basato sulla Marcha Real, inno della Spagna, per quanto riguarda la musica, e sull'Himno de Riego.
- Yisra’el è una canzone basata su Hatikvah (inno di Israele) e Fidā'ī (inno dello Stato di Palestina).
- Türkiye è basata sull'inno della Turchia İstiklâl Marşı.
- Zhonghuá è basata sulla Marcia dei volontari, inno della Cina.
- Nippon è basata sull'inno del Giappone Kimi ga yo.
- Slovania è basata su Hej, Slováci, ex inno della Repubblica Socialista Federale di Jugoslavia e inno non ufficiale del Panslavismo.
- Vaticanae è basato sull'inno pontificio, ovvero l'inno dello Stato di Città del Vaticano.
- NSK è l'inno del Neue Slowenische Kunst, un brano anche noto come The Great Seal.